# Delias schoenigi
Delias schoenigi é uma espécie de borboleta endémica de Mindanau, na Filipinas.
A envergadura das suas asas é de 55–62 milímetros.

## Subespécies
- Delias schoenigi schoenigi (Monte Apo, centro-sul de Mindanau)
- Delias schoenigi hermeli Samusawa e Kawamura, 1988 (Monte Kitanlad, Mindanau central)
- Delias schoenigi malindangeana Nakano e Yagishita, 1993 (Monte Malindang, oeste de Mindanau)
- Delias schoenigi pasiana Nakano e Yagishita, 1993 (Monte Pasian, Mindanau oriental)
- Delias schoenigi samusawai Yagishita e Morita, 1996 (Monte Matutum, sul de Mindanau)